# SMS Panther (1885)
O SMS Panther foi um cruzador torpedeiro operado pela Marinha Austro-Húngara e a primeira embarcação da Classe Panther, seguido pelo SMS Leopard. Sua construção começou em outubro de 1884 nos estaleiros da Armstrong Mitchell e foi lançado ao mar em junho de 1885, sendo comissionado em dezembro do mesmo ano. Era armado com uma bateria principal composta por dois canhões de 120 milímetros e quatro tubos de torpedo de 356 milímetros, tinha um deslocamento de mais de mil toneladas e conseguia alcançar uma velocidade máxima de dezoito nós.
O Panther ocupou-se principalmente de exercícios durante sua carreira, mas também passou grandes períodos fora do país, servindo na China e visitando a Espanha, países do Mar Mediterrâneo, África Oriental e Extremo Oriente. Com o início da Primeira Guerra Mundial em 1914, o cruzador foi designado para defesa litorânea e ajudou no bombardeio de fortificações em Montenegro em 1916. Foi tirado de serviço em 1917 e usado como navio de treinamento. Depois do fim da guerra e da derrota austro-húngara, o Panther foi entregue ao Reino Unido e desmontado em 1920.

## Características
O Panther tinha 73,19 metros de comprimento de fora a fora, com uma boca de 10,39 metros e calado de 4,28 metros. Seu deslocamento carregado era de 1 730 toneladas. O sistema de propulsão consistia em dois motores a vapor compostos verticais de dois cilindros e seis caldeiras cilíndricas a carvão. Durante seus testes marítimos, o navio alcançou uma velocidade de 18,4 nós (34,1 quilômetros por hora) a partir de 5 940 cavalos-vapor (4 370 quilowatts) de potência, ligeiramente mais lento que seu irmão SMS Leopard. Sua tripulação tinha 186 oficias e marinheiros.
O navio era armado com dois canhões Krupp calibre 35 de 120 milímetros instalados em montagens únicas a meia-nau. A bateria secundária tinha quatro canhões de disparo rápido de 47 milímetros e seis canhões revólver de 47 milímetros. Além disso, era equipado com quatro tubos de torpedo de 356 milímetros instalados individualmente: um na proa, um na popa e um em cada lateral. Sua única proteção era um fino convés blindado de doze milímetros de espessura.

## História
O Panther foi construído no Reino Unido pelos estaleiros da Armstrong Mitchell em Newcastle upon Tyne, Inglaterra. Seu batimento de quilha ocorreu em 29 de outubro de 1884 e seu casco completo foi lançado ao mar em 14 de junho de 1885, sendo finalizado em 31 de dezembro do mesmo ano. O primeiro comandante da embarcação e sua tripulação chegaram no Reino Unido em 15 de janeiro de 1886 para levá-lo a Pola, onde chegou no dia 12 de fevereiro. Foi levado para o estaleiro logo em seguida para ter seu armamento instalado, incluindo seus tubos de torpedo em 1887. Os trabalhos foram terminados no mesmo ano e o Panther entrou em serviço com a frota, atuando como líder de flotilha para barcos torpedeiros. Este período de serviço com a frota principal durou de 6 de maio a 5 de junho.
O navio participou das manobras anuais da frota em 1888 junto com os ironclads SMS Custoza, SMS Kaiser Max, SMS Don Juan d'Austria e SMS Tegetthoff, mais seu irmão Leopard e o canhoneira-torpedeira SMS Meteor. No mesmo ano, os dois membros da Classe Panther juntaram-se a uma esquadra que incluía os ironclads Tegetthoff, Custoza, Kaiser Max, Don Juan d'Austria e SMS Prinz Eugen, navegando até a Espanha a fim de representarem a Áustria-Hungria nas cerimônias de abertura da Exposição Universal de Barcelona entre 25 de abril e 2 de maio. Esta foi a maior esquadra que a Marinha Austro-Húngara operou fora do Mar Adriático até então. O cruzador encalhou em 21 de junho e seu capitão, Rudolf Montecuccoli, foi repreendido e forçado a pagar pelos custos de reparo.
O Panther foi adaptado no início de 1896 para cruzeiros mais longos. Ele serviu no Sudoeste Asiático de 1º de maio de 1896 até 28 de fevereiro de 1898. Durante este período ajudou Fuzileiros Navais da canhoneira USS Monocacy em Xangai, na China. Uma equipe de desembarque austro-húngara foi enviada para ajudar os fuzileiros a protegerem civis norte-americanos durante agitações na área. O Panther voltou para casa em 1898 depois de ser substituído pelas antigas corvetas SMS Saida e SMS Frundsberg. Foi descomissionado no ano seguinte, mas voltou ao serviço para a esquadra de treinamento de verão em 1900 e 1902. O Panther viajou para o oeste do Mar Mediterrâneo e brevemente para o Oceano Atlântico em 1902, parando em Rabat, no Marrocos. O objetivo desta visita era entregar um presente ao sultão Abdalazize do Marrocos.

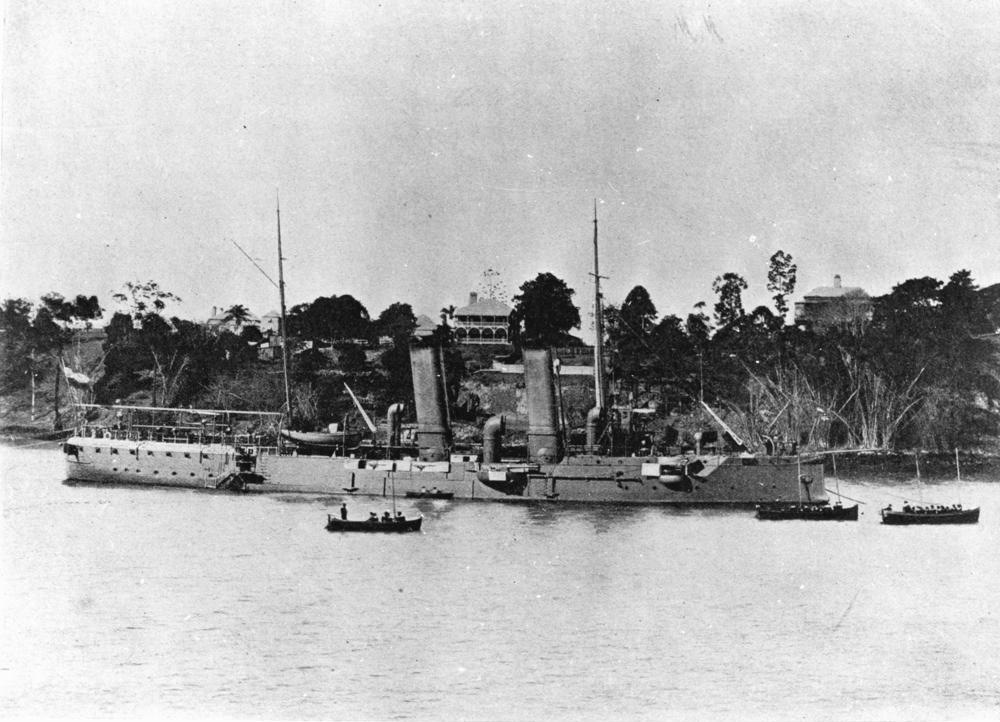
O Panther no rio Brisbane, na Austrália, em 9 de setembro de 1905

A embarcação viajou para a África Oriental em 1905, partindo da Áustria-Hungria em 15 de janeiro sob o comando do capitão de guerra Ludwig von Höhnel. O navio parou na Somalilândia Francesa, onde Höhnel e um grupo foram para a Etiópia a fim de finalizar um tratado comercial para a Áustria-Hungria. A missão de Höhnel durou de 4 de fevereiro a 10 de abril. O cruzador depois disso seguiu para o Oceano Pacífico, visitando a Austrália, Nova Zelândia, Japão e China, por fim retornando para casa em 22 de dezembro de 1906. O Panther foi para uma doca seca em junho de 1909 a fim de passar por modernizações que incluíram a reformulação de seus armamentos, passando a carregar quatro canhões calibre 45 de 66 milímetros e dez canhões de disparo rápido de 47 milímetros, mais seus tubos de torpedo originais. Luz elétrica e equipamento para assar pão também foram instados. A embarcação fez outra viagem para a Ásia entre 16 de agosto de 1909 e 15 de novembro de 1910; durante esta viagem o Panther navegou pelo Mar Interior de Seto e fez várias paradas pelo litoral chinês. Voltou para a Áustria-Hungria em 1913 e ficou servindo estacionado em Trieste.
A Primeira Guerra Mundial começou em julho de 1914 e o Panther foi designado para o Grupo Especial de Defesa Costeira junto com os três navios de defesa costeira da Classe Monarch e o cruzador protegido SMS Kaiser Franz Joseph I, todos sob o comando do contra-almirante Richard von Berry. O grupo deu suporte de artilharia entre 8 e 10 de janeiro de 1916 para o XIX Corpo enquanto lançavam um ataque contra forças montenegrinas no Monte Lovćen. Esta ofensiva foi um sucesso e forçou a saída de Montenegro da guerra logo em seguida. Um de seus canhões de 66 milímetros foi substituído no mesmo ano por um canhão antiaéreo de 66 milímetros. O navio passou a ser usado como navio-escola na Escola de Comandantes de Submarinos a partir de 15 de fevereiro de 1917. Foi para Pola em 6 de maio a fim de passar por modificações, voltando para seus deveres de treinamento em 29 de maio. A Áustria-Hungria foi derrotada em novembro de 1918 e o Panther foi entregue ao Reino Unido em 1920 como prêmio de guerra sob os termos do Tratado de Saint-Germain-en-Laye, sendo vendido para desmontagem na Itália.